# Oxystophyllum
Oxystophyllum é um género botânico pertencente à família das orquídeas (Orchidaceae). É composto por cerca de trinta e seis espécies, originárias do sudeste asiático, anteriormente classifcadas no gênero Dendrobium seção Aporum. Hoje sabe-se que nem mesmo são proximamente relacionadas a este gênero mas sim às Eria. São plantas raramente vistas em cultivo no Brasil. O nome Oxystophyllum vem do grego oxys, afiado, e phyllon, folha, em referência ao tão característico formato das folhas das espécies deste gênero.

## Distribuição
Por todo o sudeste da Índia, toda a Indochina e Península da Malásia além de todas as ilhas do sudeste Asiático, Até as Ilhas Salomão do nível do mar até 1.700 de altitude, mas mais frequentes em áreas de baixa altitude, úmidas, em pântanos e florestas.

## Descrição
Crescem eretas ou pendentes, epífitas ou rupícolas. Seus caules não formam pseudobulbos e ficam completamente recobertos por folhas anternadas suculentas e achatadas, formando uma espécie de leque alongado rígido. A inflorescência é terminal ou lateral com pequenas flores que abrem em sucessão. Estas são carnosas e rígidas, não se abrem muito e tem sépalas laterais triangulares formando um pequeno calcar com o pé da coluna. O labelo secreta um líquido viscoso perto da base onde pendura-se à coluna.